# Wirkowice (gromada)
Wirkowice – dawna gromada, czyli najmniejsza jednostka podziału terytorialnego Polskiej Rzeczypospolitej Ludowej w latach 1954–1972.
Gromady, z gromadzkimi radami narodowymi (GRN) jako organami władzy najniższego stopnia na wsi, funkcjonowały od reformy reorganizującej administrację wiejską przeprowadzonej jesienią 1954 do momentu ich zniesienia z dniem 1 stycznia 1973, tym samym wypierając organizację gminną w latach 1954–1972.
Gromadę Wirkowice z siedzibą GRN w Wirkowicach (obecnie są to dwie wsie: Wirkowice Pierwsze i Wirkowice Drugie) utworzono – jako jedną z 8759 gromad na obszarze Polski – w powiecie zamojskim w woj. lubelskim na mocy uchwały nr 18 WRN w Lublinie z dnia 5 października 1954. W skład jednostki weszły obszary dotychczasowych gromad Wirkowice i Ujazdów ze zniesionej gminy Nielisz w tymże powiecie. Dla gromady ustalono 23 członków gromadzkiej rady narodowej.
1 stycznia 1957 z gromady Wirkowice wyłączono wieś Ujazdów i kolonię Ujazdów, włączając je do gromady Staw Noakowski w tymże powiecie, po czym gromadę Wirkowice (bez wsi i kolonii Ujazdów) włączono do powiatu krasnostawskiego w tymże województwie.
1 stycznia 1962 gromadę zniesiono, włączając jej obszar do gromady Tarzymiechy w tymże powiecie.